# Preble County
Preble County är ett administrativt område i delstaten Ohio, USA. År 2010 hade countyt 42 270 invånare. Den administrativa huvudorten (county seat) är Eaton. 

## Geografi
Enligt United States Census Bureau har countyt en total area på 1 104 km². 1 100 km² av den arean är land och 4 km² är vatten.

### Angränsande countyn
- Darke County - norr
- Montgomery County - öst
- Butler County - söder
- Union County, Indiana - sydväst
- Wayne County, Indiana - nordväst